# Pierśnica
Pierśnica – miara stosowana w opisie drzew uzyskiwana w wyniku pomiaru drzewa na wysokości 1,3 metra nad poziomem gruntu (czyli na wysokości klatki piersiowej przeciętnego dorosłego człowieka – stąd nazwa).  
W naukach leśnych i dendrometrii pomiar dotyczy średnicy pnia i dostarcza jednego z głównych parametrów (obok wysokości pnia) służących do określania miąższości drzewa. W praktyce leśnej pierśnica służy również do określania wyrażonego w m³ zapasu masy drzew na jednostce powierzchni.
W ochronie przyrody w pierśnicy mierzy się zwykle obwód pnia (tzw. obwód pierśnicowy), który należy do podstawowych kryteriów kwalifikujących drzewa do ochrony w formie pomników przyrody. Kwalifikując drzewo w tym zakresie należy mieć na uwadze, że jeżeli na wysokości 130 cm posiada ono kilka pni, to za obwód pnia drzewa przyjmuje się sumę obwodu pnia o największym obwodzie oraz połowy obwodów pozostałych pni. 